# Damia
Marie-Louise Damien, född 5 december 1889 i Paris, död 30 januari 1978 i La Celle-Saint-Cloud strax utanför Paris, var en fransk sångerska och skådespelare. Hon var känd under artistnamnet Damia.

## Filmografi
- 1956 – Förbjuden kärlek